# Гавіан (Віла-Нова-де-Фамалікан)
Гавіан (порт. Gavião; МФА: [gɐ.vi.ˈɐ̃w]) — парафія в Португалії, у муніципалітеті Віла-Нова-де-Фамалікан. Розташована в північно-західній частині країни, на теренах історичної португальської провінції Дору-Міню. Входить до складу округу Брага. За адміністративним поділом, чинним до 1976 року, терени парафії були складовою провінції Міню. Належить до Бразької архідіоцезії Католицької церкви. Патрон — святий Яків. Площа — 4,0409 км². Населення — 3747 ос. (2011). Середньо урбанізований регіон. Густота населення — 927,27 осіб/км²
. Код — 031216.

## Населення
| Кількість мешканців | Кількість мешканців | Кількість мешканців | Кількість мешканців | Кількість мешканців | Кількість мешканців | Кількість мешканців | Кількість мешканців | Кількість мешканців | Кількість мешканців | Кількість мешканців | Кількість мешканців | Кількість мешканців | Кількість мешканців | Кількість мешканців |
| ------------------- | ------------------- | ------------------- | ------------------- | ------------------- | ------------------- | ------------------- | ------------------- | ------------------- | ------------------- | ------------------- | ------------------- | ------------------- | ------------------- | ------------------- |
| 1864                | 1878                | 1890                | 1900                | 1911                | 1920                | 1930                | 1940                | 1950                | 1960                | 1970                | 1981                | 1991                | 2001                | 2011                |
| 610                 | 626                 | 718                 | 715                 | 858                 | 1 012               | 1 022               | 1 420               | 1 758               | 2 161               | 2 616               | 3 551               | 3 467               | 3 729               | 3 747               |